# Ante Maglica
Ante Maglica (New York, 1930.) - američki izumitelj hrvatskog podrijetla, ujedno vlasnik i osnivač američke tvrtke Mag Instrument Inc. koja proizvodi baterije Maglite.

Ante Maglica (eng. (Anthony "Tony" Maglica), premda je rođen u New Yorku, djetinjstvo je proveo na dalmatinskom otoku Zlarinu. Obitelj mu se vratila iz SAD-a zbog velike ekomonske krize, a otišli su ponovno u SAD 1950.
Zarađivao je kao mehaničar, a u slobodno vrijeme radio je na svojim izumima u garaži.
Otvorio je vlastitu mehaničarsku radnju pod nazivom Mag Instrument Inc. 1975. Upoznao je Claire Hasalz, partnericu u poslu i nevjenčanu suprugu. Poduzeće se sve više širilo, a baterije Maglite bile su sve popularnije. Poznate su po kvaliteti, funkcionalnosti i izdržljivosti. Postale su standardni dio opreme američkih policajaca, čak se koriste kao oružje u samoobrani. Godine 1992. razišao se s Claire Hasalz, ona je osnovala vlastito poduzeće i nakon dugog sudskog spora, dobila je odštetu 2001. 
Ante Maglica gostovao je u emisiji Svlačionica autora Roberta Knjaza.

## Vanjske poveznice
- Ante Maglica Hrvatska tehnička enciklopedija, portal hrvatske tehničke baštine. LZMK